# Supersport-VM 1998
Supersport-VM 1998 kördes över tio omgångar. Fabrizio Pirovano tog hem karriärens enda VM-titel.

## Delsegrare
| Datum       | Bana           | Vinnare               | Märke  |
| ----------- | -------------- | --------------------- | ------ |
| 13 april    | Donington Park | Paolo Casoli          | Ducati |
| 10 maj      | Monza          | Fabrizio Pirovano     | Suzuki |
| 24 maj      | Albacete       | Fabrizio Pirovano     | Suzuki |
| 7 juni      | Nürburgring    | Sébastien Charpentier | Honda  |
| 21 juni     | Misano         | Fabrizio Pirovano     | Suzuki |
| 5 juli      | Kyalami        | Stéphane Chambon      | Suzuki |
| 12 juli     | Laguna Seca    | Paolo Casoli          | Ducati |
| 2 augusti   | Brands Hatch   | Fabrizio Pirovano     | Suzuki |
| 30 augusti  | A1-Ring        | Fabrizio Pirovano     | Suzuki |
| 6 september | Assen          | Vittoriano Guareschi  | Yamaha |

## Slutställning
| Plats | Förare               | Märke  | Poäng |
| ----- | -------------------- | ------ | ----- |
| 1     | Fabrizio Pirovano    | Suzuki | 171   |
| 2     | Vittoriano Guareschi | Yamaha | 149   |
| 3     | Stéphane Chambon     | Suzuki | 137   |
| 4     | Paolo Casoli         | Ducati | 92    |
| 5     | Massimo Meregalli    | Yamaha | 90    |
| 6     | Cristiano Migliorati | Ducati | 84    |
| 7     | Pere Riba            | Ducati | 78    |
| 8     | Wilco Zeelenberg     | Yamaha | 64    |
| 9     | Giovanni Bussei      | Suzuki | 46    |
| 10    | Robert Ulm           | Yamaha | 43    |